# Vas-y Conny
Pour plus de détails, voir Fiche technique et Distribution.
Vas-y Conny, également connu sous le titre Ma nièce ne fait pas ça (titre original : Meine Nichte tut das nicht), est un film autrichien réalisé par Franz Josef Gottlieb, sorti en 1960.

## Synopsis
Depuis la mort de ses parents, Susanne Doren, 17 ans, vit auprès de son oncle Hannes. Il était une star du schlager mais s'est retiré pour s'occuper de sa nièce. Il est aujourd'hui directeur de la maison de disques Phonoton et découvre de nouveaux talents. L'auteur Rudi Hundt devient son assistant. Peu après, il croise Clara Larsen, son ancienne fiancée, qui est imprésario. Elle joue régulièrement au tennis avec le détective privé bien connu Stephan Lentz.
Susanne adore écouter de la musique moderne, mais dès que son oncle apparaît, elle met de la musique classique, car il ne supporte pas la musique moderne. Son amie Silvia présente Susanne au groupe de Robert, qui recherche une chanteuse. Elle est acceptée et envisage de passer des concours. Afin de ne pas être reconnue, elle se déguise. Rudi Hundt la repère et veut faire d'elle une nouvelle star. Elle se fait alors appeler Margot Müller. Elle rencontre ensuite Clara qui lui propose ses services. Elle espère que le succès de Susanne fera revenir Hannes sur scène. Lors d'une réunion, Clara lui impose l'assistance de Stephan, mais Susanne parvient à mettre le détective à distance avec une prise de judo. Il revient vers Clara. Il est tombé amoureux de Susanne qui s'est présenté à lui comme la nièce de Hannes.
Jaloux des découvertes de Rudi, Hannes ne veut pas que sa découverte "Margot Müller" chante. Passant outre, Rudi amène Susanne et le groupe de Robert dans un studio pour enregistrer un titre. Hannes entend la musique et est enthousiaste. Il demande à Rudi de lui présente Margot Müller. Comme il ne connaît pas son adresse, il cherche dans l'annuaire et tombe sur 78 homonymes. Susanne tombe amoureuse de Stephan et renonce à sa carrière de chanteuse. Stephan est engagé par Hannes pour retrouver la mystérieuse Margot Müller. Susanne revient vers le groupe de Robert, pour les aider à être engagé pour une musique de film. Mais Stephan la surprend et la quitte. Susanne est désespérée, mais elle hésite encore à être chanteuse. Sa chanson avec le groupe passe à la radio, ils doivent se produire prochainement en spectacle, elle envoie alors à Stephan sa perruque blonde et un billet pour le concert. Clara provoque Hannes en mettant son nom sur l'affiche de ce même spectacle. Lorsqu'il l'apprend, il est outré. Il va vers la scène où il voit Susanne chanter du schlager, très tristement, car elle voit que la place de Stephan est vide. Stephan l'entend à la radio et décide de rejoindre le concert. Lorsque Susanne revient, elle est avec Hannes pour chanter en duo et voit Stephan dans la salle. Finalement Hannes accepte de travailler de nouveau avec Clara qu'il demande en mariage. Tout le monde est heureux.

## Fiche technique
- Titre français : Vas-y Conny[1]
- Titre original allemand : Meine Nichte tut das nicht
- Réalisation : Franz Josef Gottlieb
- Scénario : Janne Furch (de), Maria von der Osten-Sacken (de), Theo Maria Werner
- Musique : Gerhard Froboess (de), Charly Niessen
- Direction artistique : Fritz Jüptner-Jonstorff, Alexander Sawczynski
- Costumes : Gerdago
- Photographie : Sepp Ketterer (de)
- Son : Herbert Janeczka
- Montage : Herma Sandtner
- Production : Karl Schwetter (de)
- Sociétés de production : Lux-Film Wien, Sascha-Film
- Société de distribution : Sascha
- Pays de production :  Autriche
- Langue : allemand
- Format : Noir et blanc - 1,66:1 - Mono - 35 mm
- Genre : Comédie
- Durée : 95 minutes
- Dates de sortie :
  - Allemagne de l'Ouest : 3 juin 1960
  - France : 1er mars 1964 (Creutzwald)[1]

## Distribution
- Cornelia Froboess: Susanne Doren
- Fred Bertelmann: Hannes Doren
- Margit Nünke: Clara Larsen
- Peter Weck: Stephan Lentz
- Walter Gross: Rudi Hundt
- Rex Gildo: Robert
- Gerti Gordon: Silvia
- Jack Finey: Sänger
- Ljuba Welitsch: Margot Müller
- Else Rambausek: Friedel
- C. W. Fernbach: Un gangster
- Raoul Retzer: Un gangster
- Louise Martini: Valentine Barb
- Herbert Prikopa: Le policier
- Elisabeth Stiepl: Gerda
- Anni Schönhuber: La secrétaire